# أدولف صموئيل
أدولف صموئيل (بالإنجليزية: Adolphe Samuel) (و. 1824 – 1898 م) هو ملحن، وموزع، وعالم موسيقى، ومعلم موسيقى، وأستاذ جامعي، وناقد موسيقي، من بلجيكا، ولد في لييج، توفي في غنت، عن عمر يناهز 74 عاماً.